# Ivan Petrovics Argunov
Ivan Petrovics Argunov (oroszul: Иван Петрович Аргунов; Szentpétervár, 1729. — Moszkva, 1802) orosz festő, főleg arcképeket festett. Az orosz portréfestő iskola egyik alapítója.

## Életpályája, művészete
Jó körülmények közt, Alekszej Mihajlovics Cserkasszkij herceg jobbágyának fiaként született. Nagybátyjánál nevelkedett, aki a herceg egyik palotájának lakája volt. A palotát a szolgálókkal együtt, később Pjotr Boriszovics Seremetyev – felesége, Varvara Alekszejevna Cserkasszkaja hozományaként – kapta meg. 
Külföldi mesterek tanították a festésre, köztük Hans Christian Groot, az oroszországiak közül Kirill Ivanovics Golovacsevszkij, Ivan Szemjonovics Szablukov. Eleinte Argunov is ikonokat festett, majd sokat foglalkozott díszítő művészettel a cári család és más nemes családok körül. Rendezvények látványosságának szervezésében is részt vett.
Argunov leggyakrabban idézett arcképei Egy ismeretlen nő orosz paraszti népviseletben, A szobrász felesége. A korszak vezető személyiségei közül sokakat megörökített (Seremetyev grófot, II. Katalin orosz cárnőt, II. Péter cár unokatestvérét: Jekatyerina Alekszandrovna Lobanova-Rosztovszkaja hercegnőt, stb.) A kalmük Annuska ábrázolása arra utal, hogy a gyermekképek festésében is otthonosan mozgott. Arcképei egyszerre visszafogottak és karakterisztikusak, de olykor a kor barokkos lendülete is áthatja (lásd II. Katalin cárnő ábrázolását).
Az 1750-es évektől tanított a Cári Művészeti Akadémián, jeles tanítványai voltak, köztük Anton Pavlovics Loszenko, Fjodor Sztyepanovics Rokotov. Három fiából kettő festőnek tanult, egy pedig építész lett. Híres képzőművész család volt az Argunov család, mondhatni, hogy az értelmiségiek körébe tartoztak, bár jobbágyszármazásúak voltak.
Legtöbb portréját a moszkvai Állami Tretyjakov Galéria és a szentpétervári Orosz Múzeum őrzi, de más jeles közgyűjteményekbe is bekerültek egyes portrék, például a szamarai múzeumba.
Az 1790-es években abbahagyta a festést és csak Seremetyev gróf moszkvai házának háztartásával foglalkozott. Haláláig jobbágy maradt.

## Olajfestményeiből

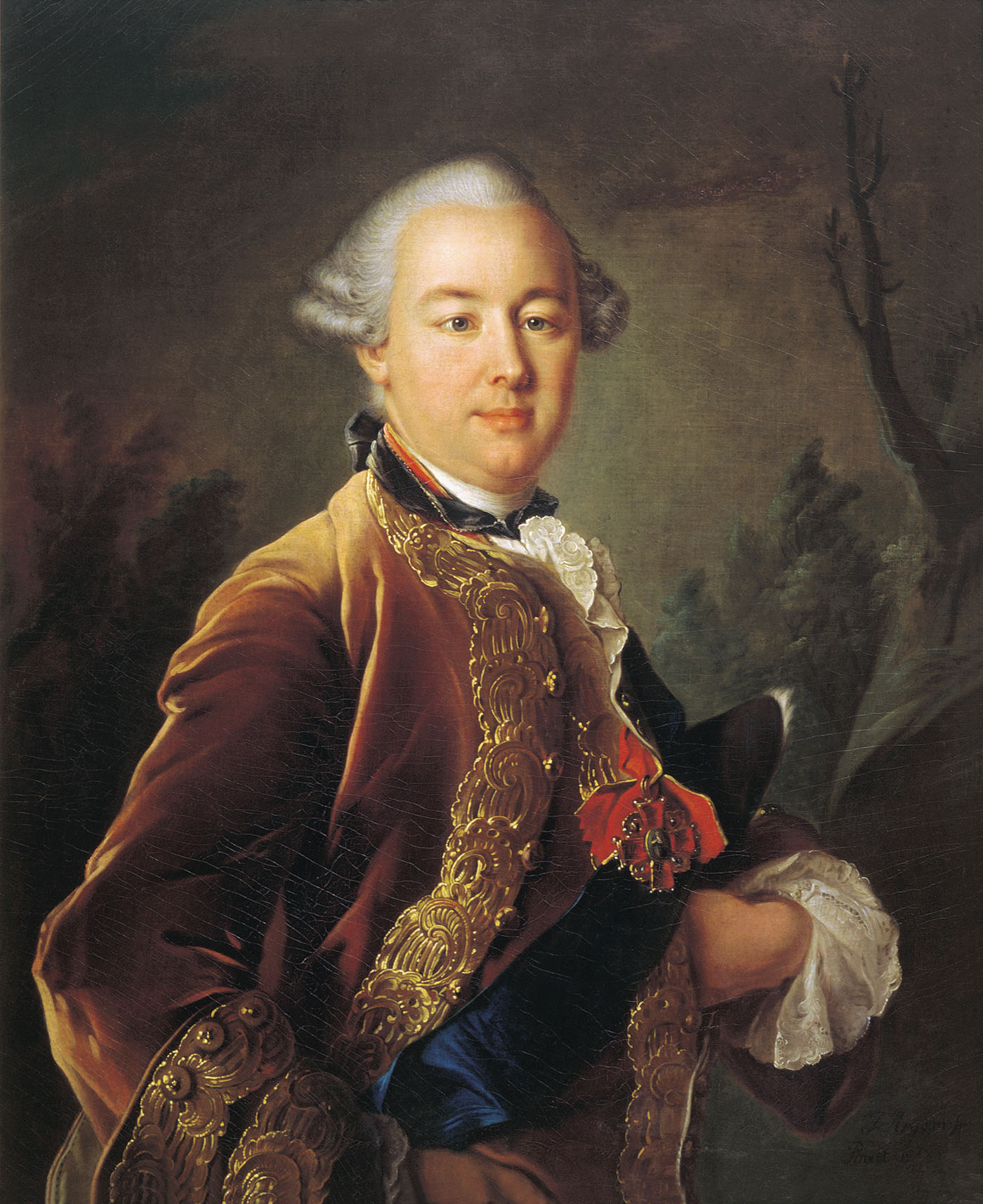
Seremetyev gróf (1760)
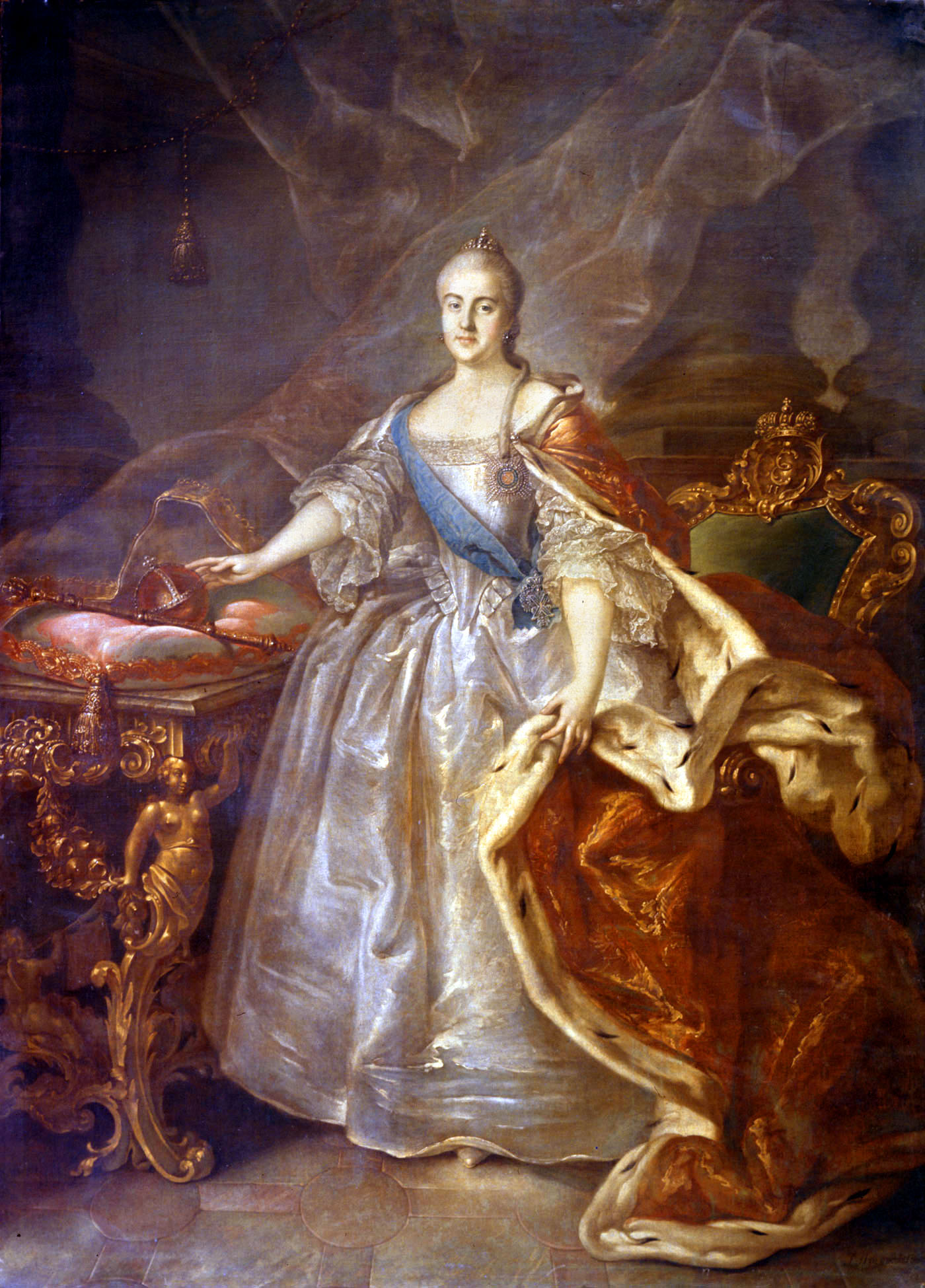
II. Katalin orosz cárnő (1762)
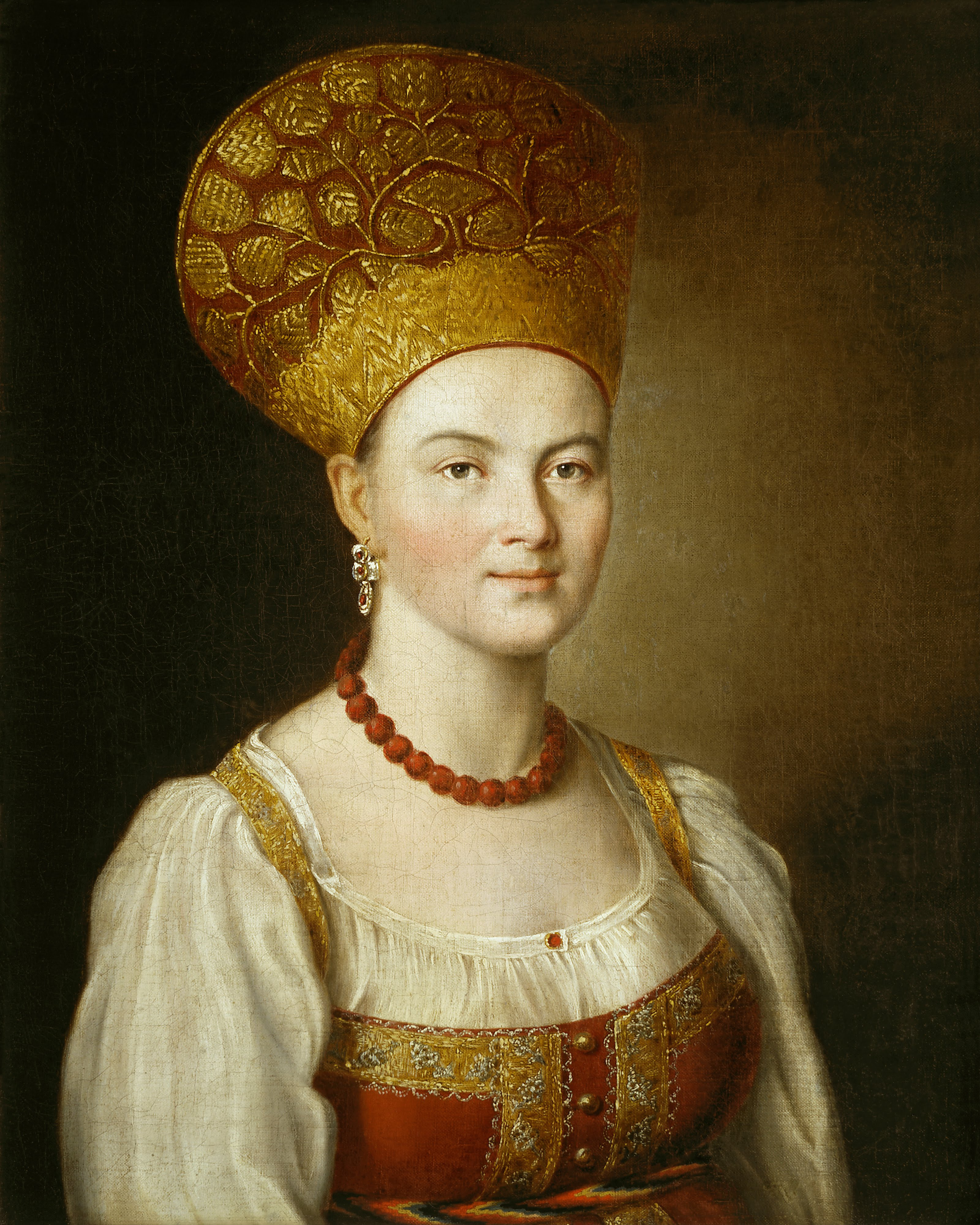
Nő paraszti népviseletben (1784)
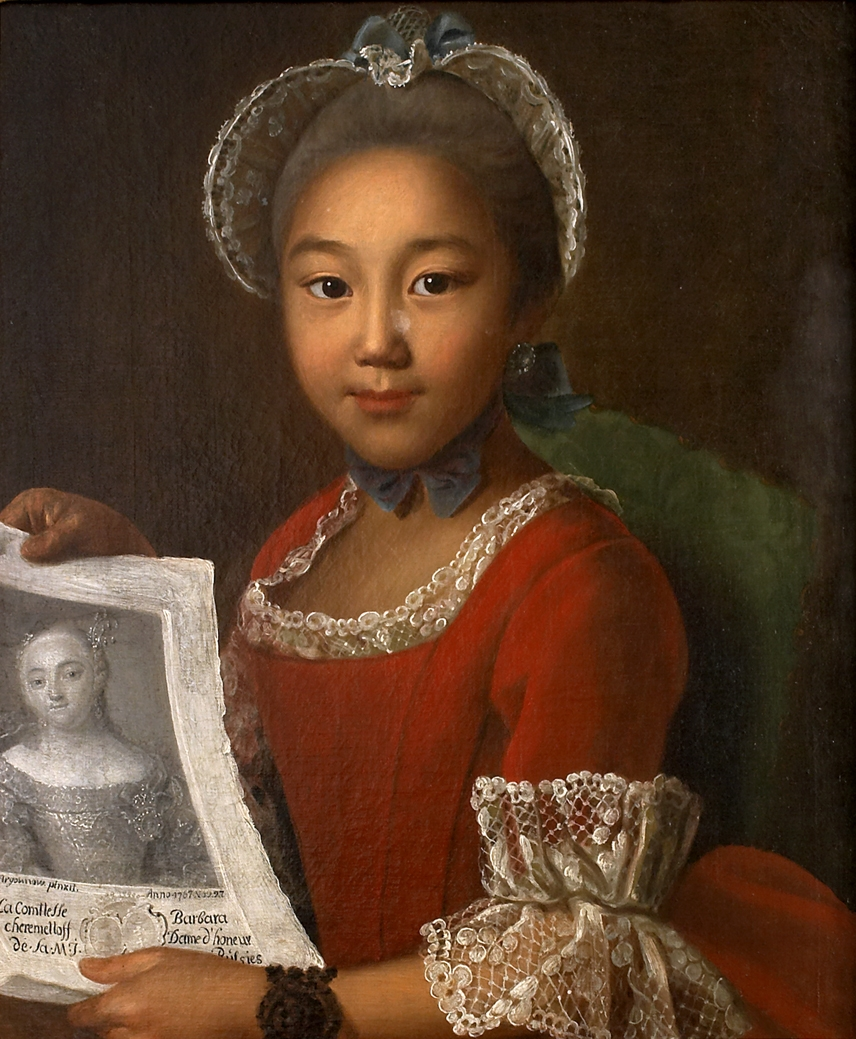
A kalmük Annuska portréja kezében anyja portréjával (1767)
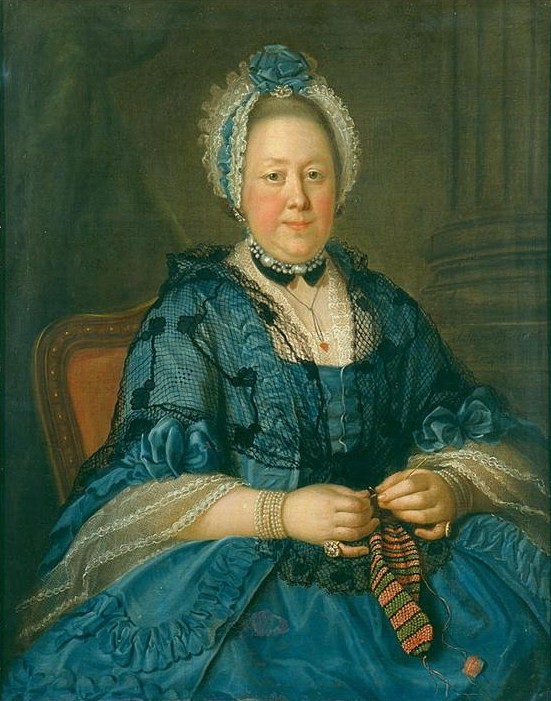
Tolsztaja grófné portréja (1768)